# Весна Милић
Весна Милић је декан на Пољопривредном факултету Универзитета у Источном Сарајеву. Рођена је 26. децембра 1964. године у Сарајеву. Основну школу и гимназију завршила у Сарајеву.

## Биографија
Дипломирала је на Пољопривредном факултету у Сарајеву 1987. године. Магистарску тезу "Утицај величине безвирусни мини кртола на принос основног сјемена кромпира" одбранила је на  Пољопривредном факултету Српско Сарајево 1999. године. У јануару 2000. године изабрана за вишег асистента на предмету Опште ратарство. Од 1994. године запослена је на Пољопривредном факултету Универзитета у Источном Сарајеву. Докторску дисертацију под називом:“Истраживање утицаја ђубрења, рока садње и сорте на продуктивност и квалитет кромпира“ одбранила 2004. године на Пољопривредном факултету Универзитета у Источном Сарајеву, под менторством проф.др Душана Ковачевића.
Од децембра 2004. до априла 2010. године је обављала функцију продекана за наставу на Пољопривредном факултету Универзитета у Источном Сарајеву. Од 2010. до 2017. године била је декан Пољопривредног факултета у Источном Сарајеву.

## Радови
До сада је као аутор и коаутор објавила неколико уџбеника из области ратарства.
1. Ковачевић Душан, Милић Весна (2006): Практикум из општег ратарства, Пољопривредни факултет у Источном Сарајеву.
2. Богдановић Мирослав, Милић Весна (2011): Биометрика у пољопривреди, Пољопривредни факултет Источно Сарајево
3. Весна Милић, Јово Стојчић, Дејана Тешановић, Бранка Говедарица, Милана Шиљ (2014): Складиштење ратарских производа, 
Пољопривредни факултет у Источном Сарајеву.
Осим тога објавила је и више научних и стручних радова у научним часописима и зборницима радова.

## Признања и награде
Добитник је више признања и награда за успјешну сарадњу и допринос развоју локалних заједница. У 2011. години добила је Плакету општине Источно Ново Сарајево, а 2014. године Плакету општине Соколац, као и Грб општине Власеница у 2017. години.